# Atomosia limbata
Atomosia limbata är en tvåvingeart som först beskrevs av Macquart 1834.  Atomosia limbata ingår i släktet Atomosia och familjen rovflugor.
Artens utbredningsområde är Franska Guyana. Inga underarter finns listade i Catalogue of Life.